# Pearson Spur
Der Pearson Spur ist ein Felssporn im nördlichen Teil der Alexander-I.-Insel vor der Westküste der Antarktischen Halbinsel. Er erstreckt sich südöstlich der Elgar Uplands bis zum Kopfende des Sibelius-Gletschers.
Erste Luftaufnahmen entstanden bei der US-amerikanischen Ronne Antarctic Research Expedition (1947–1948). Weitere Luftaufnahmen dienten dem Falkland Islands Dependencies Survey 1959 für eine Kartierung. Vermessungen nahm der British Antarctic Survey (BAS) zwischen 1973 und 1977 vor. Das UK Antarctic Place-Names Committee benannte ihn 1980 nach dem Glaziologen Martin Robert Pearson (* 1948), der von 1970 bis 1973 für den BAS und davon zwischen 1971 und 1972 auf der Alexander-I.-Insel tätig war.